# Stanisław Kostka Rosołkiewicz
Stanisław Kostka Rosołkiewicz (ur. 13 listopada 1775 w Starych Szkotach pod Gdańskiem, zm. 16 czerwca 1855 w Gdańsku) – ksiądz katolicki diecezji gdańskiej.

## Życiorys
Był synem kuśnierza. Uczęszczał do szkoły w Starych Szkotach. Studiował filozofię i teologię w seminarium duchownym we Włocławku. W latach 1797–1799 uczył w szkole w Bydgoszczy. Święcenia kapłańskie otrzymał 1 września 1799 roku we Włocławku.
Ordynariusz biskup Józef Ignacy Rybiński skierował go do pracy duszpasterskiej w Gdańsku. Został wikarym, a od 1818 proboszczem Kaplicy Królewskiej. W roku 1816 został dziekanem gdańskim i szambelanem papieskim.
Z jego inicjatywy utworzono w Gdańsku 1848 oddział katolickiego Towarzystwa Piusa zajmującego się prowadzeniem szpitali i domów opieki. Dzięki staraniom Towarzystwa 19 marca 1853 otwarto szpital pod wezwaniem Najświętszej Panny Marii przy ul. Łąkowej.
W 50-lecie kapłaństwa 1 września 1849 odznaczony został przez króla Prus Wilhelma Fryderyka IV Hohenzollerna Orderem Czerwonego Orła III klasy. Rada Miasta Gdańska nadała mu tytuł honorowego obywatela.